# 小湊昭尚
小湊 昭尚（こみなと あきひさ、1978年12月7日 - ）は福島県須賀川市出身の尺八奏者、音楽プロデューサー。

## 来歴・人物
民謡小湊流家元の長男として生まれ、5歳より両親の手ほどきを受け、舞台活動を開始。1985年、少年少女民謡大会において最優秀賞受賞。1995年より人間国宝・山口五郎に師事。1997年、東京芸術大学音楽学部邦楽科尺八専攻に入学。2001年3月、同大学卒業。
和楽器ユニットのZANで2004年にメジャーデビュー（さらに2008年には全米デビュー）。
その他のユニット等と合わせて多くの楽曲・アルバムをリリースし、和・洋楽などのジャンルに拘らず国内外で多方面で活動。NHK Worldの和楽器番組『Blends』では音楽総合プロデューサーを務める。
2016年のNHK大河ドラマ『真田丸』の挿入歌演奏。2017年に中国のドキュメンタリー『娃儿』のテーマ曲を作曲、また2019年に中国全土で公開された映画『尺八・一声一世』に主演するとともに挿入曲を担当。
「幻の楽器」とも呼ばれたオークラウロの奏者としても知られ、2018年にCD『オークラウロ～蘇る幻の笛　はるかな旅路』をリリース。
2019年12月、ソロアルバム『千に咲く』をリリース、自身のルーツである民謡や前述の『尺八・一声一世』の挿入曲などを収録している。

## 参加ユニット
ZAN
市川慎（箏）との和楽器ユニットで、尺八兼ボーカルを担当。
Priest
実の姉である元太陽とシスコムーン→T&Cボンバーの小湊美和との姉弟ユニット。アレンジ民謡を始めとする『和』を生かした尺八(音)とボーカル(声)の新しいツインボーカルユニットとして活動。2003年8月19日のデビューLIVEを記念し、自主制作版CD「外山節」を発表。
ALIAKE
"Nu-folk"を掲げるユニット。小湊昭尚（尺八・オークラウロ・篠笛）、土屋雄作（ヴァイオリン）、齋藤純一（ギター）、美鵬直三朗（太鼓・鳴り物）の4人編成。
般若帝國
元永拓・岩田卓也との尺八トリオ、2003年結成。2006年にアルバム『完全犯罪』を発表し、その後長らく活動休止状態だったが、2019年よりライブ活動を再開している。